# Popa
Gora Popa (burmansko ပုပ္ ပား တောင်; MLCTS: puppa: taung, IPA: [pòpá tàʊɴ]) je vulkan, visok 1518 metrov, v osrednjem Mjanmarju okoli 50 km jugovzhodno od Bagana (Pagan) v gorovju Pegu. V jasnem vremenu se vidi z reke Iravadi z oddaljenosti 60 km. S številnimi templji natov in relikvijami na vrhu gore je med najbolj znanimi romarskimi kraji.

## Ime
Ime Popa izvira iz palijske/sanskrtske besede puppa in pomeni cvet.

## Geologija
Vulkan sestavljajo bazalt in bazaltni andezitni lavini tokovi skupaj s piroklastičnim nanosom in žlindro oziroma lavo, ki izvira iz strombolitičnih izbruhov, ki so povzročili nadaljnjo rast vulkana. Vulkan ima na severozahodni strani 1,6 km široko in 0,85 km globoko kaldero. Morda je nastala zaradi izpada vulkanskega pobočja. Na severu preboja kaldere je mogoče najti 3 km³ nanosa plazu. Zajema površino 27 km².

## Lastnosti
Jugozahodno od gore Popa je Taung Kalat (podnožje hriba), navpičen vulkanski čep, ki se dviga 737 metrov nad morsko gladino. Budistični samostan je na vrhu Taung Kalata. Nekoč je budistični puščavnik U Kandi zgradil 777 stopnic do vrha Taung Kalata. Včasih ga imenujejo kar gora Popa. Gora Popa je ime dejanskega vulkana, ki je povzročil nastanek vulkanskega čepa. Da bi se izognili zmedi, vulkan (s kraterjem, odprtim na eni strani) imenujejo Taung Madži (mati hrib). Vulkanski krater meri v premeru 1,6 km.
Z vrha Taung Kalata je lep panoramski pogled. Vidi se starodavno mesto Bagan; za njim je na severu masivni samotni stožčasti vrh Taung Madži, ki se dviguje podobno kot gora Fudži na Japonskem. Tudi tam je velika kaldera, 610 metrov široka in 914 metrov globoka, tako da iz različnih smeri kaže različne oblike z več kot enim vrhom. Okolica je sušna, vendar ima to območje več kot 200 izvirov in potokov. Podobno je oazi v puščavi in je v suhem osrednjem območju Mjanmarja. Za okoliško pokrajino je značilno bodičasto grmovje in zakrnela drevesa v nasprotju z bujnimi gozdovi in rekami, po katerih je Mjanmar znan. Veliko dreves, cvetočih rastlin in zelišč raste zaradi rodovitne zemlje iz vulkanskega pepela. Opice makaki so turistična zanimivost na Taung Kalatu.

## Zgodovina in legende
S to goro so povezane mnoge legende, vključno z njenim dvomljivim nastankom, od velikega potresa in izbruha iz tal leta 442 pred našim štetjem. Morda so legende o natih dediščina prejšnjih animističnih religij na burmanskem podeželju, ki so bile sinkretistične z budistično vero v 11. stoletju. Obstajajo legende iz časov pred vladavino kralja Anavrate (1044-1077) v Baganu. Stotine živali so tu žrtvovali kot del obredov čaščenja natov.
Gora Popa velja za bivališče najmočnejših burmanskih natov in je najpomembnejše središče njihovega čaščenja. Zato jo Burmanci imenujejo Olimp.
Ena legenda pripoveduje o natih brata in sestre Mahadžiri (Velika gora) iz kraljestva Tagaung v zgornjem toku reke Iravadi, ki sta iskala zatočišče pred kraljem Tinligjaungom iz Bagana (344-387). Njuna želja je bila izpolnjena in zapisana na gori Popa.
Druga legenda pripoveduje o Popi Medo (kraljevi materi Pope). Po legendi je ogra (mitološko bitje), ki je cvetje, imenovana Me Vuna, in je živela na tej gori. Zaljubila se je v Bjata, katerega kraljevska dolžnost je bila, da zbere rože iz Pope za kralja Anavrato iz Bagana (1044-1077). Bjata je bil usmrčen, ker kralj ni odobraval zveze, njuna sinova so odpeljali v palačo. Me Vuna je umrla zaradi strtega srca in kot Bjata postala nat. Sinova sta bila junaki v kraljevi službi, vendar so ju pozneje usmrtili zaradi zanemarjanja dolžnosti med gradnjo pagode Taungbjone v bližini Mandalaja. Tudi onadva sta postala močen nat, a sta ostala v pagodi, v kateri vsako leto v mesecu vagaung (avgusta) poteka velik festival.
Čeprav je vseh 37 natov (duhov) uradni panteon v svetišču na gori Popa (zastopajo jih kipi na dnu vulkanskega grebena), imajo v resnici le štirje: brat in sestra Mahadžiri, Bjata in Me Vuna svoje bivališče tukaj.

## Priljubljena točka
Veliko burmanskih romarjev vsako leto obišče goro Popa, še posebej na festivalu sezone ob polni luni najon (maj/junij) in polni luni nado (november/december). Domačini z vznožja gore, Čaukpadaunge, decembra in tudi aprila, ko je v Mjanmarju novo leto, hodijo množično peš do vrha in praznujejo tako imenovani tindžan. Pred obdobjem kralja Anavrate je bilo ob festivalih na stotine živali žrtvovanih za nate.
Po burmanskem vraževerju na goro Popa ne bi smeli nositi rdeče, črne ali zelene barve ali prinašati mesa, predvsem svinjine, saj bi to lahko žalilo nate, čeprav sta bila Bjata in njegov brat Bjatvi edina muslimana, ki sta doživela brodolom in pristala v Burmi.

## Razvoj
Območje je zdaj naravni rezervat in narodni park. V bližini je rezervoar Četmauk Taung, ki zagotavlja dovolj vode za vrtove in sadovnjake. Pridelujejo kruhovec, banane, mango in papaje, raste tudi cvetoče drevje, kot je vrsta magnolije (Magnolia champaca) in gant go (Mesua ferrea Linn - vrsta kostanja). Prav tako v bližini pridobivajo pucolan, material za gradnjo jezu Jejva na reki Mjitnge, blizu Mandalaja.

## Galerija
- Budistični samostan na Taung Kalatu
- Pogled z gore Popa na Taung Kalat
- Makak, samica z mladičem, na Taung Kalatu
- Gora Popa